# 시리아의 에프렘

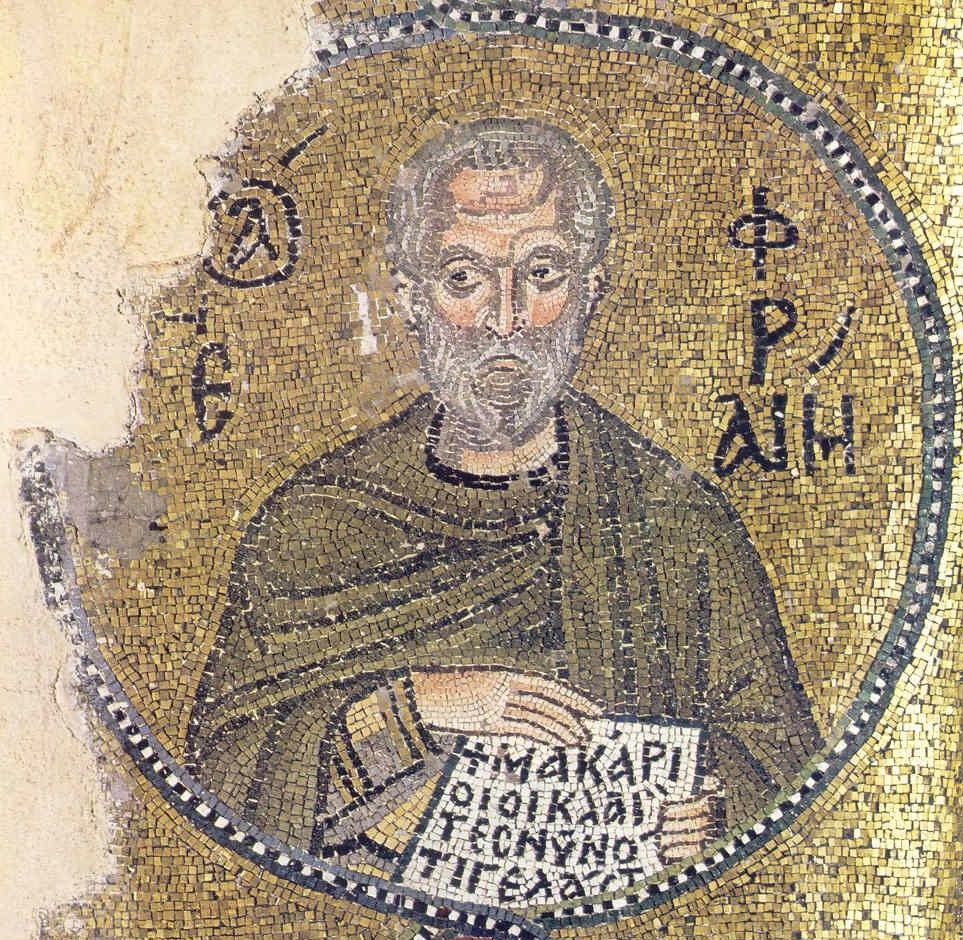
성 에프렘

시리아의 에프렘(Ephrem, 아람어: ܡܪܝ ܐܦܪܝܡ ܣܘܪܝܝܐ/Mâr Aphrêm Sûryâyâ, 306년경 - 373년 6월 9일)은 시리아에서 활동한 초기 기독교의 은수자, 부제, 신학자, 기독교 시인, 성가 작가이다.
에프렘은 모든 전통 교회에서 성인으로 존경받는다. 그는 특히 시리아 기독교, 즉 동 시리아 전통과 서 시리아 전통 모두에서 존경받고 있으며, 동방 정교회, 특히 슬로바키아 전통에서는 거룩하고 존경할 만한 아버지(즉, 성자 수도사)로 간주된다. 그는 1920년에 로마 카톨릭 교회에서 교회 박사로 선포되었다. 에프렘은 또한 후세기에 동방 교회 학문의 중심지였던 니시비스 학파의 창시자로도 알려져 있다.
에프렘은 산문 주석뿐만 아니라 다양한 찬송가, 시, 운문 설교를 썼다. 이 책들은 어려운 시대에 교회를 세우는 실천신학의 저작물이었다. 이러한 작품 중 일부는 그의 텍스트에 여성 이미지가 포함된 것을 분석한 페미니스트 학자들에 의해 조사되었다. 또한 여성 합창단이 그의 마드라세(madrāšê)나 가르치는 찬송가를 부르는 공연 관행도 조사한다. 에프렘의 작품은 매우 인기가 있어서 그가 죽은 후 수세기 동안 기독교 작가들은 그의 이름으로 수백 권의 위경 작품을 썼다. 그는 시리아어를 사용하는 교회 전통의 모든 아버지들 가운데 가장 중요한 사람으로 불려왔다. 시리아 기독교 전통에서 그는 시리아 사람들의 후원자로 간주된다.

## 같이 보기
- 시리아어
- 시리아 (지역)